# 5-й отдельный легкотанковый полк (2-го формирования)
5-й отдельный легкотанковый полк (5-й олтп) — воинская часть автобронетанковых войск в Красной Армии Вооружённых Сил СССР.

## История

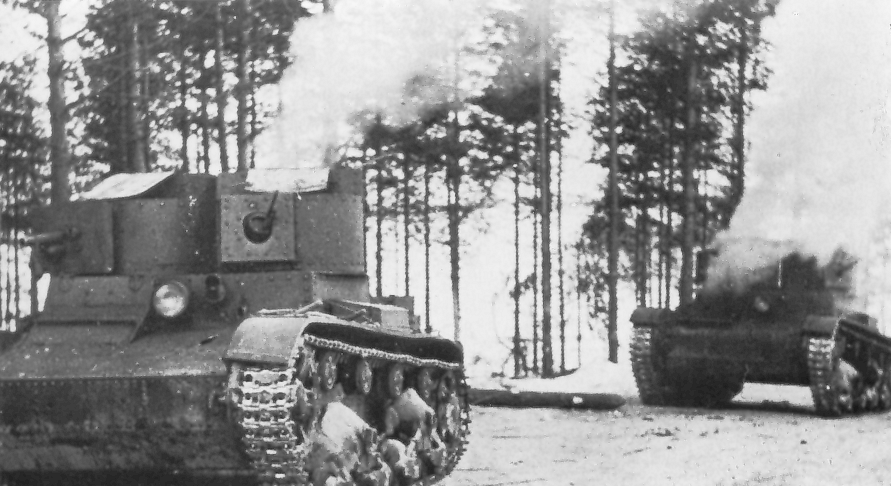
Т-26 с клёпаным корпусом и башнями и пулемётно-пушечным вооружением

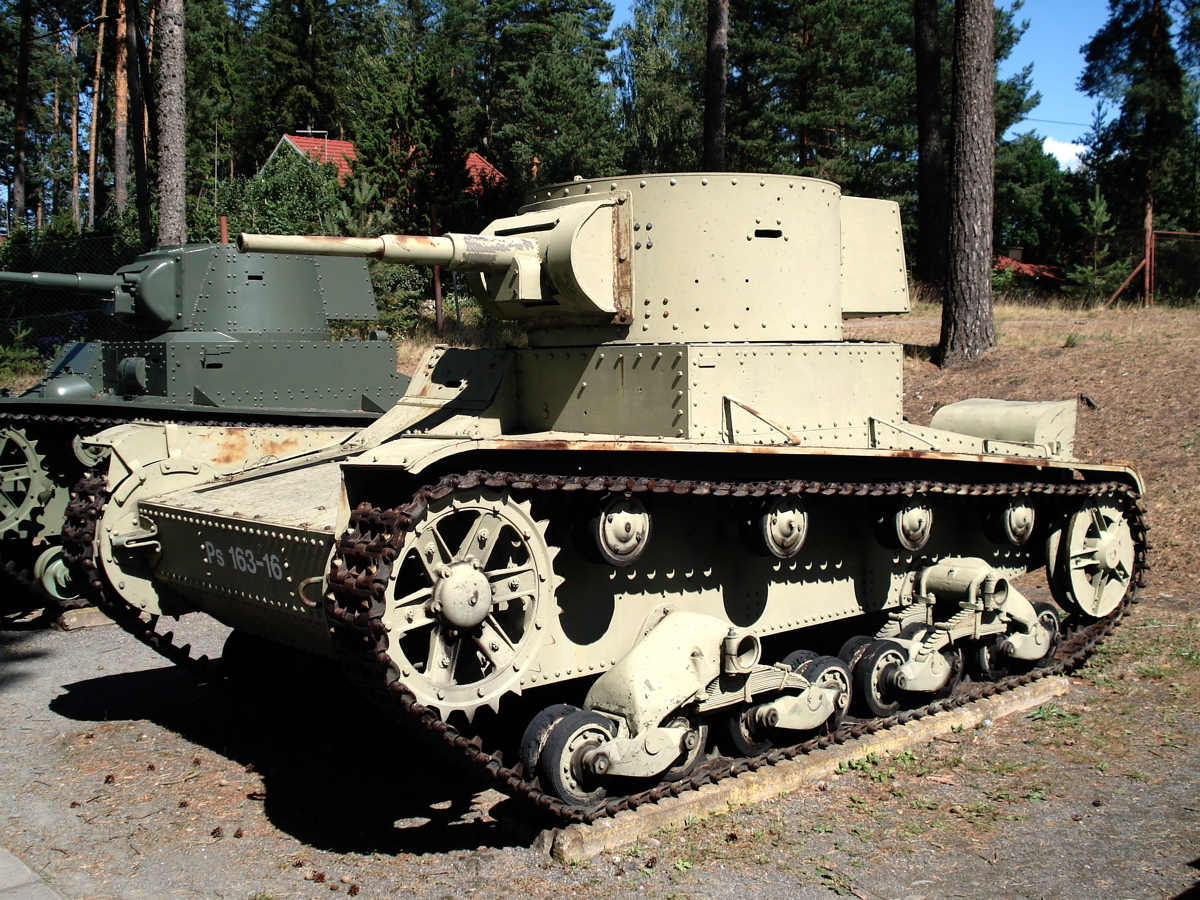
Однобашенный Т-26 с клёпаным корпусом и башней первого образца,узкой нишей

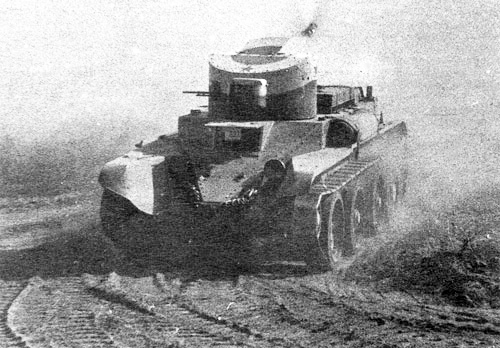
БТ-2 пулемётный на манёврах

Историю полка можно считать начатой не позже 1938 года, когда он был создан в составе  Киевского военного округа. Находился полк в г. Житомире.
В 1938 году командир полка полковник С.И. Синягин.
По штату в полку должно быть 55 лёгких танков: лёгких танков Т-26 с 45-мм противотанковой пушкой и с радиосвязью - 22, Т-26 линейных с 45-мм противотанковой пушкой - 14, Т-26 двухбашенных, пулемётных – 19.
28 июня 1938 года командир полка полковник С. И. Синягин арестован органами НКВД.
В июне 1938 года командиром полка назначен полковник К. Ю. Андреев. Андреев участник Гражданской войны в России 1918-1920 годов. Служил в стрелковых, кавалерийских и танковых частях. Прошёл путь от красноармейца 1-го Рабоче-Крестьянского полка 6-й дивизии (г.Петроград) до командира танковой бригады. С апреля 1933 года становится танкистом - командиром танкового эскадрона механизированного полка 7-й кавалерийской дивизии. Награждён орденом Красной Звезды и медалью «XX лет РККА».
26 июля 1938 года постановлением Главного Военного совета Киевский военный округ преобразован в Киевский Особый военный округ и в округе созданы армейские группы. Бригада вошла в состав Житомирской армейской группы.
В сентябре 1938 года полк уже имел 95 лёгких танков, из них лёгких танков Т-26 - 48 (из них Т-26 с 45-мм противотанковой пушкой и с радиосвязью - 22, Т-26 линейных с 45-мм противотанковой пушкой - 14, Т-26 двухбашенных, пулемётных - 12) и лёгких быстроходных танков БТ - 47 (из них БТ-5 с 45-мм противотанковой пушкой и с радиосвязью - 16, БТ-5 линейных с 45-мм противотанковой пушкой - 17, БТ-2 линейных с 45-мм противотанковой пушкой - 14).
В 1939 году 5-й отдельный легкотанковый полк разворачивается в г. Житомире в 49-ю легкотанковую бригаду.
Боевая деятельность бригады не имеет военных походов и участия в войнах. Летом 1940 года бригада передана в состав Одесского военного округа с местом расположения в Тарутино Молдавской ССР. В марте 1941 года бригада была использована в формировании 44-й танковой дивизии 18-го механизированного корпуса округа. 44-я танковая дивизия, принимала участие в Великой Отечественной войне 1941-1945 годов советского народа против Германии.

## Полное название
5-й отдельный легкотанковый полк

## Подчинение
| Дата                           | Округ                         | Армия                        |
| ------------------------------ | ----------------------------- | ---------------------------- |
| 193... год — 26 июля 1938 года | Киевский военный округ        |                              |
| 26 июля 1938 года — 1939 год   | Киевский Особый военный округ | Житомирская армейская группа |

## Командование
- Командир полка полковник Степан Иванович Синягин (арестован 28 июня 1938 года).
- Командир полка полковник Константин Ювенальевич Андреев (июнь 1938 года — 1939 года).